# Абрамов, Василий Семёнович (эсер)
Васи́лий Семёнович Абра́мов (1872, село Борское — 5 ноября 1937, Ташкент) — социалист-революционер (эсер), депутат II Государственной Думы (1907), делегат Всероссийского учредительного собрания (1918).

## Биография
Василий Абрамов родился в селе Борское Бузулукского уезда (Самарская губерния) в семье крестьянина Семёна Абрамова. По национальности русский. Василий окончил 4-классное народное училище, что в некоторых источниках фигурирует как «начальное», а в некоторых как «среднее» образование. Получил профессию кузнеца, работал слесарем.

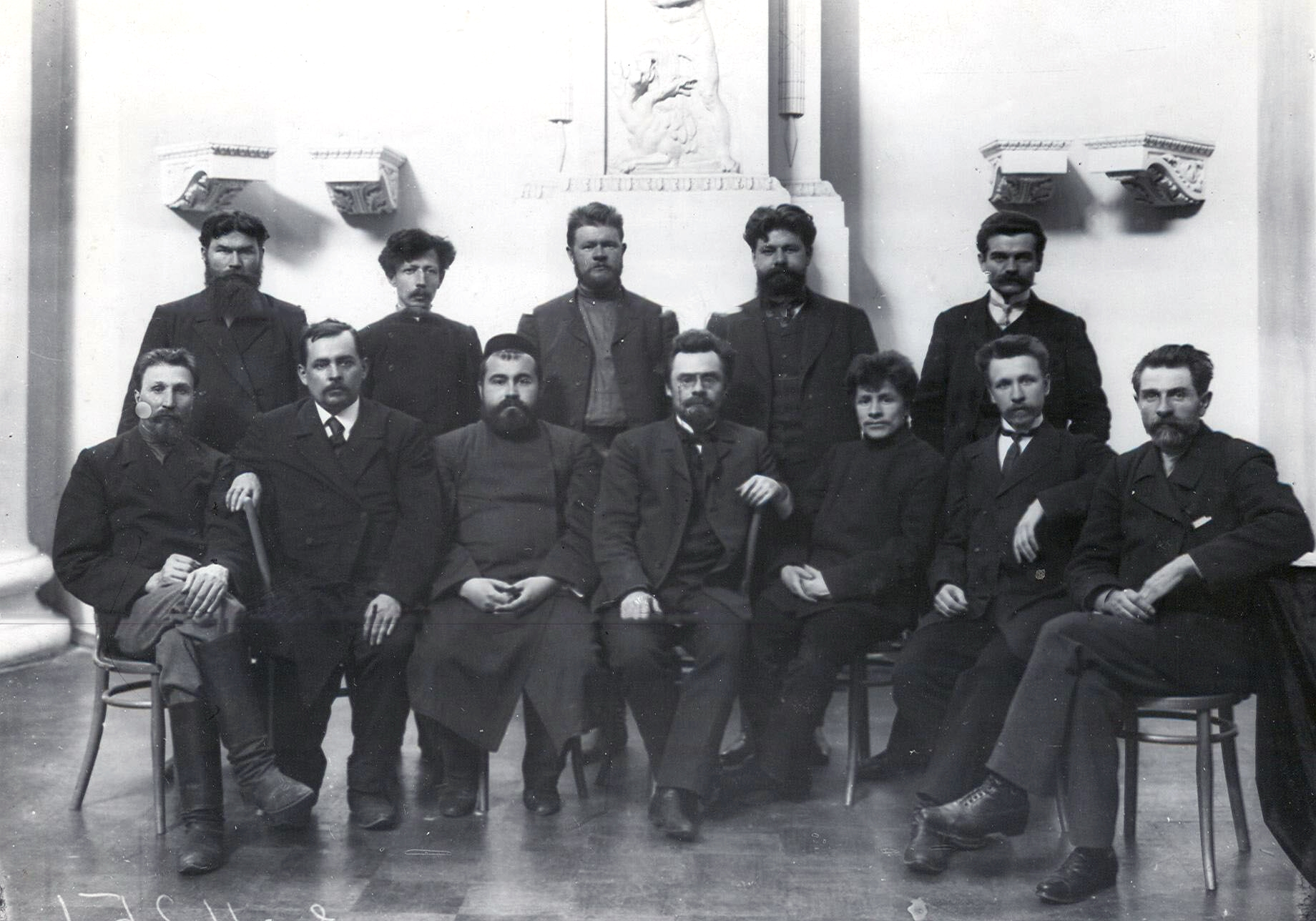
В. С. Абрамов среди депутатов 2-й Думы от Самарской губернии, второй ряд, 3-й слева.

7 февраля 1907 года Абрамов был избран депутатом II Государственной думы Российской Империи от общего состава выборщиков Самарской губернии. В том же году он оказался под надзором царской «охранки» как эсер.
В Думе беспартийный Василий Абрамов примыкал к Партии социалистов-революционеров, и даже входил в думскую группу партии. Он выступал по вопросу об избрании Продовольственной комиссии и о привлечении к судебной ответственности 55 членов Государственной Думы.
В 1917 году Абрамов участвовал в работе Всероссийского съезда крестьянских депутатов и был избран в его Исполком как первого, так и второго созывов. С 26 мая по 23 сентября он работал членом Особого совещания по разработке Положения о выборах в Учредительное собрание.
В конце 1917 года Василий Абрамов избрался в Учредительное собрание от Румынского фронта по списку № 3 (эсеры и Совет крестьянских депутатов); вошёл в эсеровскую фракцию Собрания. Василий Семёнович стал участником заседания-разгона Собрания от 5 января 1918 года.
Летом 1918 года Абрамов входил в «Совет управляющих ведомствами» Комитета членов Всероссийского Учредительного собрания (КОМУЧа) в Самаре, где вместе с Михаилом Веденяпиным возглавлял ведомство государственных имуществ.
Существовала неверная версия о том, что Василий Семёнович Абрамов погиб в 1918 году. На самом деле, после окончания Гражданской войны Абрамов был жив и многократно арестовывался по обвинению в антисоветской деятельности. 26 апреля 1922 года, проживая в Омске и являясь членом правления губернского союза рабоче-крестьянских потребительских обществ, он был арестован и приговорён коллегией НКВД к двум годам ссылки в Туруханский край (16 мая 1923 года). 15 мая 1925 года, по отбытии ссылки, Абрамову Особым совещанием при Коллегии ОГПУ было разрешено проживать на всей территории СССР, кроме Московской и Ленинградской губерний. Но уже 12 сентября Василий Семёнович вновь был арестован и осуждён Самарским губернским судом к 7 годам исправительно-трудовых лагерей (2 января 1926 года); однако срок он не отбывал и был освобождён.
В 1935 году Абрамов проживал в Воронеже, где работал экономистом Махорсовхозтреста. Был арестован Управлением НКВД по Воронежской области 30 апреля 1935 года и 29 июля того же года Особым совещанием при НКВД СССР выслан в Ташкент на 3 года.
5 ноября 1937 года Василий Абрамов был приговорён к расстрелу. Приговор был приведён в исполнение в тот же день.
По приговорам 1923 и 1937 годов Абрамов был реабилитирован прокуратурой Омской области 9 ноября 1993 года, по приговору 1926 года — прокуратурой Самарской области 10 сентября 1998 года, по делу 1935 года — Военным трибуналом Воронежского военного округа 7 июля 1957 года.